# Kyōko Shinkai

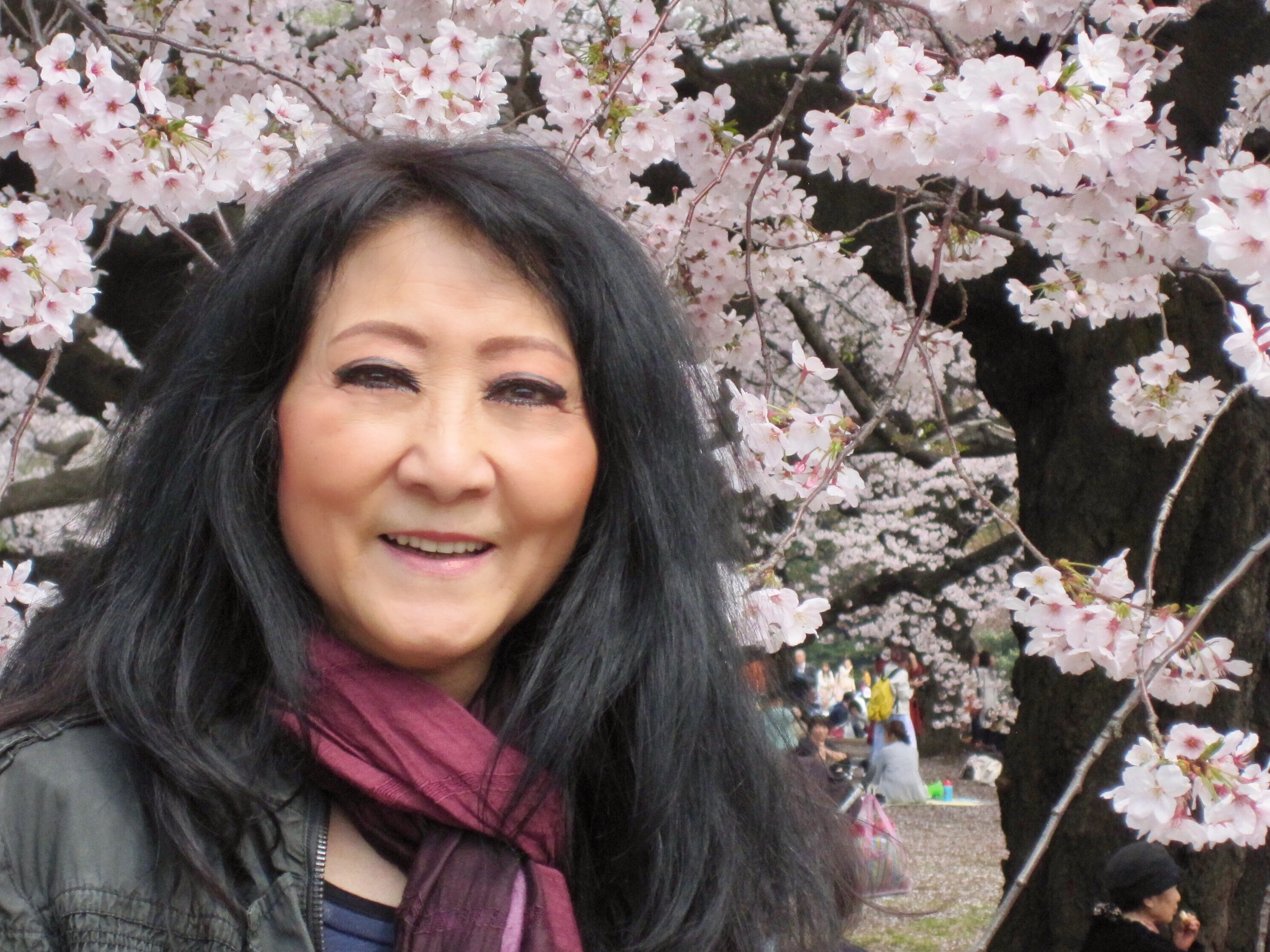
Kyōko Shinkai

Kyōko Shinkai (jap. 眞海 恭子, Shinkai Kyōko; * 29. März 1942) ist eine japanische Schriftstellerin und Malerin.

## Leben
Kyōko Shinkai verbrachte ihre Kindheit und Jugend auf der japanischen Insel Iki. 1961 bis 1965 absolvierte sie ein Studium an der Tokioter Kunsthochschule Musashino. Ab 1965 studierte sie an der Pariser Académie des Beaux-Arts. 1971 heiratete sie den Theaterregisseur und Schauspieler Wolfram Mehring. Seit 1990 lebt sie in Deutschland und ist seit 2001 als Autorin von historischen Romanen und als Bühnen- und Kostümbildnerin tätig.

## Werke (Auswahl)
- Kieta Mura (消えた村, „Das verschollene Dorf“). Tōyō Shuppan, Tōkyō 2014.
- Iga no Hōzuki (伊賀の鬼灯). Tōyō Shuppan, Tōkyō  2010.
- Kiri no Oto (霧の音, „Der Klang des Nebels“). Tōyō Shuppan, Tōkyō 2008.
- Suterareta Edo Musume (捨てられた江戶娘). Tōyō Shuppan, Tōkyō 2007.